# 高皇后 (前蜀)
高皇后（?—?），前蜀后主王衍的第一任皇后。

## 生平
前蜀高祖王建将高氏册封为太子王衍的太子妃。光天元年（918年），王衍即位，立高氏为皇后。但高氏並不得王衍寵愛，乾德三年（921年）正月，韦元妃入宫，高皇后失宠被废，遣还回家。

## 父
高知言，官至前蜀的兵部尚书。乾德三年（921年），对高皇后被废惊恐万分，绝食而死。